# Rynek w Opolu
Rynek w Opolu zachował średniowieczny kształt, typowy dla ówczesnych miast tego regionu.
Początkowo zabudowa była drewniana, co sprzyjało rozprzestrzenieniu się pożarów, więc już od XIV wieku zaczęły pojawiać się domy murowane. W tym też okresie w mieście pojawił się ratusz, który z drewnianego domu kupieckiego stał się siedzibą władz i został przebudowany przy użyciu cegieł. Po licznych przebudowach, spowodowanych pożarami, ratusz zyskał kształt wzorowany na budynkach weneckich. W 1933, po rozebraniu przylegających do niego kamienic, runęła wieża ratuszowa. Odbudowano ją w nieco innym stylu, do budynku ratusza dobudowano też południowe skrzydło, wzbogacone arkadami (1936).
Opolski rynek mocno ucierpiał w 1945, podczas zdobywania miasta przez Armię Czerwoną. Zniszczeniu uległa większość zabytkowych kamieniczek na pierzei zachodniej i wschodniej. Pozostałe odbudowano po wojnie, jednak większość nie nawiązuje kształtem do dawnych, przedwojennych. Architekci polscy nadali nowym budynkom kształty nawiązujące do baroku.

## Pierzeja północna

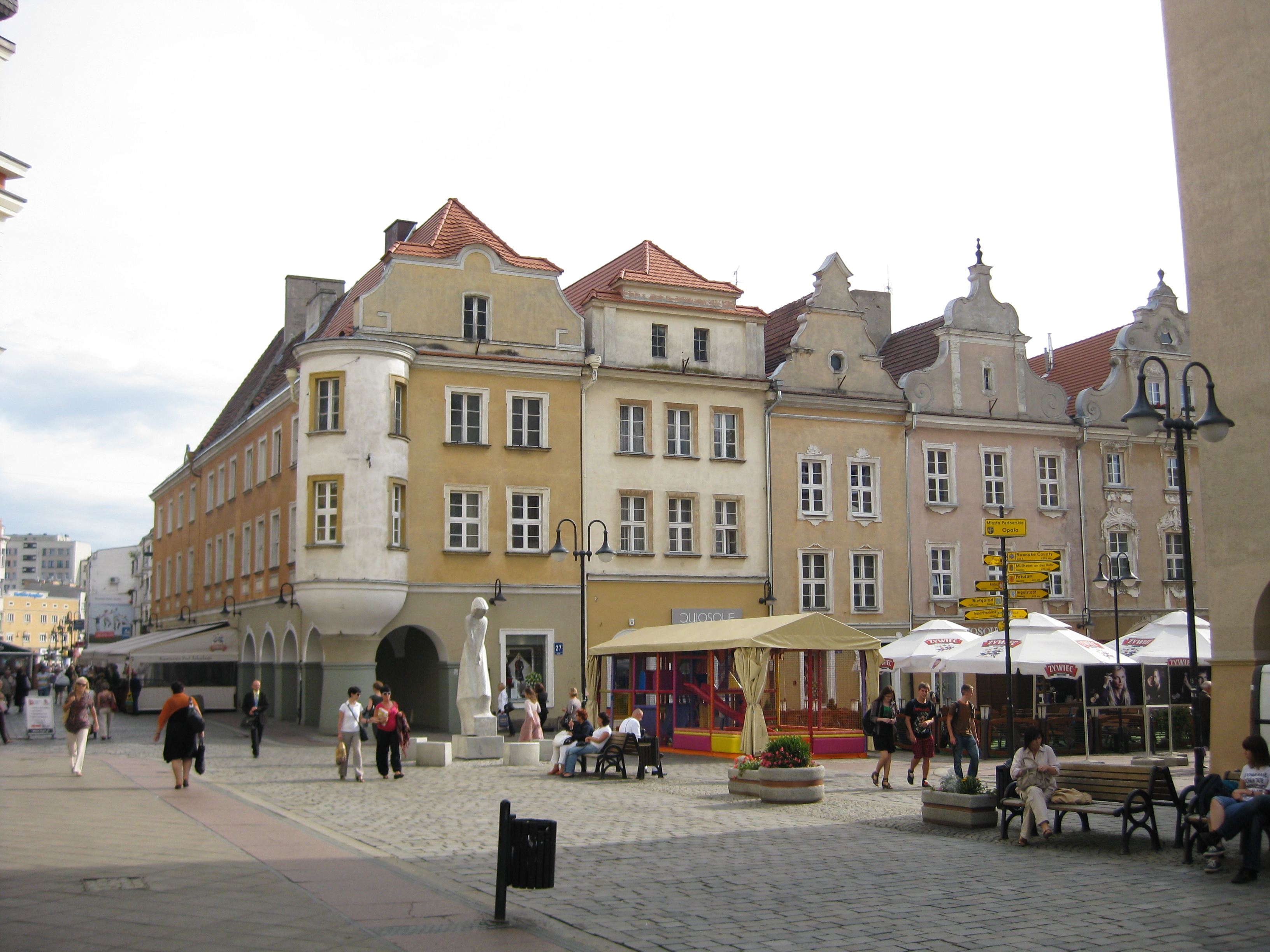
Pierzeja południowa

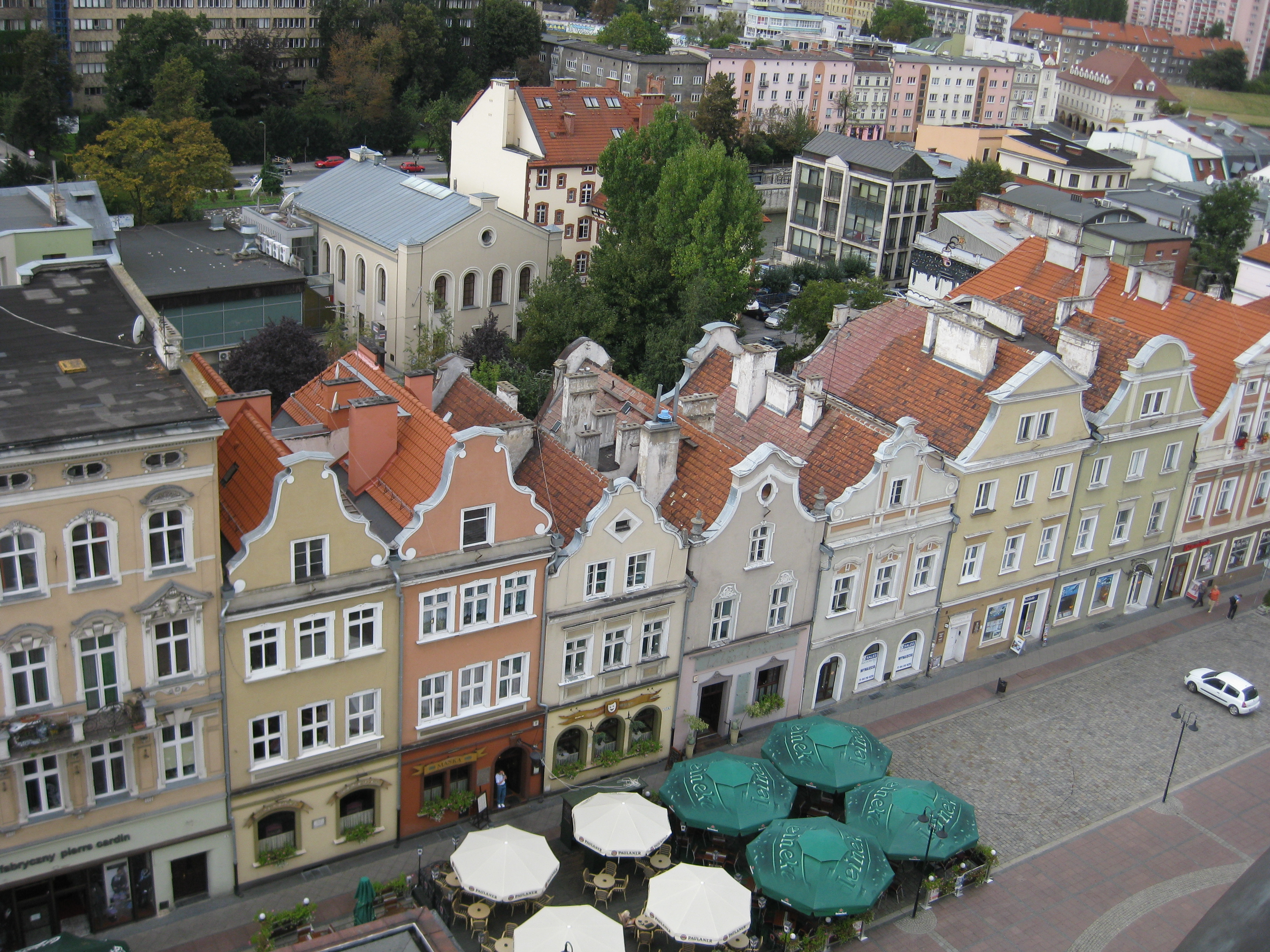
Pierzeja zachodnia

Kamienica nr 11 została odtworzona po wojnie w stylu klasycystycznym, jakim charakteryzowała się do przełomu XIX i XX wieku. Miał tu wtedy swoją siedzibę pierwszy opolski zajazd pocztowy. Na początku XX wieku została ona przebudowana w stylu eklektycznym, a zajazd zastąpił hotel "Pod Orłem". W kamienicy nr 13 działała gospoda, sklep tytoniowy, papierniczy, a na piętrze zegarmistrz. W kamienicy nr 14 funkcjonowała włoska lodziarnia, a w ostatniej na tej pierzei wypożyczalnia książek oraz dom odzieżowy.

## Pierzeja wschodnia
W narożnej kamienicy, w której obecnie działa księgarnia, w XVIII wieku działał Rząd Krajowy, a później Instytut Położnictwa. W XIX wieku kupił ją Erdmann Raabe, właściciel znanej w Europie firmy wydawniczej, i otworzył drukarnię, a pod koniec XIX wieku sklep papierniczy.
Położona z drugiej strony pierzei kamienica, w której mieści się obecnie bank, nawiązuje do wyglądu przedwojennych kamienic nr 24 i 25.  Przed wojną funkcjonował tam dom towarowy "Ehape", a dawny kształt przywrócono po ponad 40 latach.

## Pierzeja południowa
Trzy kamienice przy pierzei południowej (od strony kościoła franciszkanów) zostały odbudowane w stylu najbardziej zbliżonym do przedwojennych. Przed wojną były tu sklepy, hurtownia win i fabryka likierów (nr 30), dom mody z odzieżą damską (nr 31); ostatnia kamienica jest najstarsza i jej początki sięgają XIV wieku. Posiada cylindryczny donżon.

## Pierzeja zachodnia
Pod numerem 1 przetrwała wojenną pożogę średniowieczna kamienica, zwana "książęcą" lub "Pod Lwem" (od rzeźby umieszczonej w murze). Podobnie jak kamienica nr 32 posiada cylindryczny donżon. Do 1532 należała do opolskich Piastów, a po pożarze z XVII nabył ją ród Oppersdorfów. Podczas potopu szwedzkiego zatrzymał się w niej król Jan Kazimierz Waza, tu też miał powstać uniwersał nawołujący poddanych monarchy do walki ze Szwedami. Do 1927 kamienicę zdobił barokowy portal, obecnie znajdujący się w pierzei północnej. Dwie sąsiadujące z nią kamienice odbudowano na wzór przedwojennych, natomiast numer 4 i 5 mają kształt zupełnie inny. Pod numerem 5, 6 i 7 znajdowały się m.in. gospody i restauracje, natomiast w ostatnich kamienicach tej pierzei mieściły się sklepy oraz zakład rymarski i szewski.